# Amazona diadema
L'amazzone diadema (Amazona diadema von Spix, 1824) è un uccello della famiglia degli Psittacidae, diffuso esclusivamente in Brasile.

## Biologia
Si nutre prevalentemente di semi e frutta (compresa quella coltivata).

## Distribuzione e habitat
La specie è stanziale ed endemica del Brasile, e in particolare di un territorio che si estende dal basso corso del Rio Negro alla sponda settentrionale del Rio delle Amazzoni, negli stati Amazonas e Pará nord-occidentale. Vive nelle foreste sempreverdi di pianura, presso i margini delle foreste e nelle piantagioni.